# Elettronica nucleare
L'elettronica nucleare comprende un sottoinsieme di modelli e tecniche di fisica nucleare, fisica degli acceleratori di particelle e fisica delle particelle elementari legate alla progettazione e all'utilizzo di sistemi elettronici ad alta velocità per ricerca, uso industriale e medico.

## Componenti di base
Alcuni dei componenti elettronici che compongono un sistema di analisi di elettronica nucleare comprendono:
- Rivelatori di particelle (ad esempio, particelle cariche);
- Alimentatori di tensione di polarizzazione;
- Pre-amplificatori;
- Discriminatori, per separare le particelle in base all'energia;
- Logiche di coincidenza e porte di veto e altri circuiti logici veloci per l'identificazione di particolari tipi di eventi particellari complessi,
- Contatori, per contare gli impulsi prodotti dalle singole particelle;
- Analizzatori di altezza di impulso (PHA), per la selezione e il conteggio di raggi gamma o interazioni di particelle in base all'energia, per l'analisi spettrale

Questi elementi sono stati originariamente sviluppati e costruiti nei laboratori degli scienziati che svolgono il lavoro pionieristico nel campo, ma sono oggi progettati, sviluppati e prodotti da una varietà di fornitori industriali specializzati.